# Keith Gardner
Keith Gardner   (Kingston, 6 de setembre de 1929 - Livingston, 25 de maig de 2012) fou un atleta jamaicà, especialista en curses de velocitat i de tanques, que va competir durant les dècades de 1950 i 1960.
El 1956 va prendre part en els Jocs Olímpics d'Estiu de Melbourne, on va disputar tres proves del programa d'atletisme. En els 4x400 metres fou desqualificat en la final, mentre en les altres dues proves quedà eliminat en sèries. Quatre anys més tard, als Jocs de Roma, com a membre de les Índies Occidentals, disputà dues proves del programa d'atletisme. Formant equip amb Malcolm Spence, James Wedderburn i George Kerr guanyà la medalla de bronze en els 4x400 metres, mentre en els 110 metres tanques fou cinquè.
En el seu palmarès també destaquen cinc medalles en dos Jocs de la Commonwealth. El 1954 va guanyar un or en les 120 iardes tanques. El 1958 va guanyar la medalla d'or en les 100 i 120 iardes tanques, la plata en les 220 iardes i el bronze en el relleu 4x440 iardes. Als Jocs Centreamericans i del Carib de 1954 guanyà dues medalles d'or, una de plata i una de bronze.

## Millors marques
- 100 metres llisos. 10.3" (1958)
- 200 metres llisos. 20.8" (1958)
- 400 metres llisos. 46.3" (1958)
- 110 metres tanques. 13.8" (1958)[3]